# Énergie totale
Cet article court présente un sujet plus développé dans : Énergie (physique).
L'énergie totale du système est la somme de son énergie cinétique macroscopique {\displaystyle E_{\text{cin,macro}}}, de l'énergie potentielle des forces extérieures {\displaystyle E_{\text{pot,macro}}} et de son énergie interne {\displaystyle U} :
{\displaystyle E_{\text{totale}}=E_{\text{cin,macro}}+E_{\text{pot,macro}}+U=E_{\text{méca}}+U}.
En mécanique, la variation de l'énergie interne est généralement nulle ou négligée. Le principe de conservation de l'énergie se réduit à la conservation de l'énergie mécanique — somme des énergies potentielles et cinétique macroscopiques — et aboutit au théorème de l'énergie mécanique.
En thermodynamique, la variation de l'énergie mécanique est souvent nulle ou négligée ; le principe de conservation de l'énergie d'un système fermé est traduit par le premier principe de la thermodynamique.